# Star (Jan Garbarek)
Star (Grafisch: StAR) is een studioalbum van Jan Garbarek. Het album is opgenomen na Ragas and sagas, maar verscheen eerder. De afwerking van Ragas and sagas liet lang op zich wachten. Star is een terugkeer naar de jazz. Het album is opgenomen in de Rainbow Studio is Oslo onder leiding van Jan Erik Kongshaug. 

## Musici
- Jan Garbarek – sopraansaxofoon, tenorsaxofoon
- Miroslav Vitous – contrabas, hij schreef het merendeel van de muziek
- Peter Erskine – slagwerk

## Muziek
| Nr. | Titel                               | Duur |
| --- | ----------------------------------- | ---- |
| 1.  | Star (Garbarek)                     | 6:13 |
| 2.  | Jumper (Vitous)                     | 4:18 |
| 3.  | Lamenting (Vitous)                  | 6:03 |
| 4.  | Anthem (Erskine)                    | 6:13 |
| 5.  | Roses for you (Vitous)              | 5:16 |
| 6.  | Coulds in the mountain (Vitous)     | 4:15 |
| 7.  | Snowman (Garbarek, Vitous, Erskine) | 5:18 |
| 8.  | The music of the people (Erskine)   | 3:42 |